# Da Passano (famiglia)
La famiglia marchionale dei da Passano ha le sue radici nella ligure Riviera di Levante, legando il proprio nome al suo possedimento principale, il castello di Passano  nei pressi di Deiva Marina, in Provincia della Spezia.

## Storia
Il suo più antico esponente noto fu Manfredo, che ricevette l'investitura feudale dall'imperatore Ottone II di Sassonia nel 983.
Sul finire del X secolo i da Passano definiscono la loro signoria sui possedimenti sia lungo la costa, nei borghi di Moneglia, Framura e Levanto, sia verso le valli dell'entroterra, nei borghi di Castelnuovo di Salino, Carrodano, Mattarana. I Da Passano traevano le proprie risorse economiche dalla produzione agricola locale, soprattutto vinicola e olearia, dai grandi boschi di castagni e dal commercio oltre che dai pedaggi imposti sul transito di persone e merci.
Nel 1098, in occasione della prima crociata, Oberto da Passano, comandante di un contingente navale genovese, prese parte alla conquista di Antiochia e a Mira rinvenne le spoglie di San Giovanni Battista, che portò a Genova.
Arrigo Passano è nominato Cardinale nel 1110.
Tra il XII ed il XIII secolo l'espansionismo della Repubblica di Genova verso il Levante li costringerà alla cessione dei loro principali possessi. 

 Nell'anno 1132 Rolando Passano propone la Prima Costituzione Comunale genovese per regolare i rapporti feudali: i Da Passano entrano così nell’orbita di Genova, giurandole fedeltà e ricevendone in cambio privilegi fiscali e diritti.
Nel 1172 il malcontento prodotto dalle misure sempre più pesanti adottate nella zona dal governo genovese dà modo ai Malaspina di riunire gli uomini di Lunigiana, Passano e Lavagna in un conflitto che si trascinerà per un paio d'anni e che costituirà l'estremo tentativo di resistenza della nobiltà feudale al dominio di Genova. 

Nel 1173 le forze della repubblica genovese arrivano a porre un assedio al castello di Passano e dopo otto giorni lo espugnano, lo distruggono  e danno fuoco alle case del villaggio.
Una leggenda vuole che i Da Passano si siano salvati fuggendo attraverso un cunicolo che conduceva alle pendici del Bracco, in un luogo ancora oggi chiamato Arcapascià (Arca dei Passano). 
Il governo genovese adotta quindi drastici provvedimenti contro li perfidi Passani, che tuttavia in seguito revoca e anzi concede agli antichi signori la giurisdizione sugli uomini di Passano, Framura, Montale, Castronovo di Salino, Moneglia, Levanto, Carrodano, Mattarana, Groppo, Corvaria, Brugnato, Vernazza, Ponzò, Corniglia e Valveneria. 
Nel 1240 che Iacopo Passano è nominato Signore di Levanto.
Tra il XIV ed il XV secolo la famiglia si dirama in diverse linee. La linea della famiglia che si stabilisce in Genova prende parte alla vita politica della repubblica.

Altri rami della famiglia rimangono nelle antiche sedi nel Levante spezzino, esercitandovi ugualmente potere locale, e mantengono particolari legami con la stessa città della Spezia. 
Pur continuando a sfruttare le risorse agricole dei possedimenti originari, nel XV secolo il ramo famigliare di Levante sposta il proprio insediamento da Passano ad Anzo (oggi frazione di Framura): il luogo è prossimo alla costa, in posizione utile agli scambi con Genova e La Spezia. 
Così i da Passano vi erigono un borgo fortificato e, come uomini di mare ed armatori con propri vascelli, commerciano verso tutto il Mediterraneo.
Contraggono vantaggiose unioni matrimoniali con membri della famiglia Zino, predominante nella costa di Framura.
Tra il XV e l XVI secolo Giovanni da Passano esplica le sue attività militari e diplomatiche alle corti europee. Suo nipote, Antonio è eletto 123º doge della Repubblica di Genova.
In occasione della riforma costituzionale voluta da Andrea Doria nel 1528 i da Passano entrano a far parte del patriziato genovese.
Gerolamo da Passano è sindaco di Genova nel 1906 e nel 1907.

## Personalità
- Giovanni Gioacchino da Passano è stato il più importante esponente della famiglia: uomo d’armi ebbe incarichi diplomatici alle corti di Francesco I e di Enrico VIII. Dapprima amico e poi antagonista di Andrea Doria, risiedette alla Spezia dove la sorella Giorgetta sposò Battista Oldoini, a sua volta capostipite di una delle più illustri famiglie locali.
- Antonio Da Passano (1599 - 1681), nel 1675 Doge della Repubblica di Genova.
- Giulio Cesare Da Passano (1818 - 1866), patriota e politico.
- Gerolamo Da Passano (1818 - 1889), pedagogista.
- Manfredo Da Passano (1846 - 1922), esponente del cattolicesimo liberale, ha svolto parte attiva alla vita politica e culturale del Regno di Sardegna e poi del Regno d’Italia.
- Magda da Passano (1925-2014),Storica, Funzionaria Camera dei Deputati, Autrice di "I moti di Palermo del 1866".